# Liste des stations de radio au Bénin
Cet article présente la liste des radios au Bénin.

## Radios nationales

### Radios publiques
- La Société  de Radio et Télévision du Bénin - abrégé en SRTB - est l'organisme public de radiodiffusion national du Bénin :
  - Radio Bénin : la radio nationale de la SRTB
  - Radio Régionale
  - Kiff FM
  - Radio Parakou
- BBC WS Africa
- RFI Afrique

### Radios privées
- Deeman Radio FM 90.2 MHz à Parakou
- Fraternité FM 96.5 à Parakou
- Arzeke FM 99.0 à Parakou
- FM Ouémé
- Océan FM 88.6 à Cotonou

### Communautaires
- Kandi FM à Kandi
- Su Tii Déra FM à Nikki
- Radio Tonassé à Covè
- Radio Tonignon à Zogbodomey
- Radio Kpassè à Ouidah
- Lokossa FM à Lokossa
- La voie de Tado à Abomey-Calavi
- Couffo FM à Klouekanmey
- Radio Rurale Locale Lalo
- Radio Mono "La voix de Lokossa"
- Radio Adja-Ouèrè à Adja-Ouèrè
- La voix de la vallée à Adjohoun
- Radio Rurale

- Frisson radio[1]
- Golfe FM 105.7
- RIC (Radio Immaculée Conception Cotonou : 98.7 MHz)
- Soleil FM 106.0 MHz
- Ado FM
- CAPP FM 99.6 MHz
- Radio Maranatha - FM 103.1
- Planète FM 95.7
- Diaspora FM 102.3 MHz
- Frissons Radio 95.2 MHZ
- Urban FM à Parakou
- Radio Communautaire Ilema FM 104.5 MHz
  - Radio Trait d'Union GBENONKPO FM 95.3*

| Communes    | Stations et chaînes radio | Date de Création | Statut        |
| ----------- | ------------------------- | ---------------- | ------------- |
| Malanville  |                           |                  |               |
| Kandi       |                           |                  |               |
| Banikoara   |                           |                  |               |
| Kalalé      |                           |                  |               |
| Gogounou    |                           |                  |               |
| N'Dali      |                           |                  |               |
| Nikki       |                           |                  |               |
| Bembéréké   |                           |                  |               |
| Parakou     | Fraternité FM             |                  | Privée        |
| Parakou     | Radio Bénin               |                  | Publique      |
| Parakou     | Deeman Radio              | 1999             | Communautaire |
| Parakou     | Urban FM                  |                  | Privée        |
| Dassa-Zoumè |                           |                  |               |
| Glazouè     | Collines FM               |                  | Privée        |
| Glazouè     |                           |                  |               |
| Bohicon     |                           |                  |               |
| Abomey      |                           |                  |               |
| Aplahoué    |                           |                  |               |
| Lalo        |                           |                  |               |
| Klouékanmè  |                           |                  |               |
| Toviklin    |                           |                  |               |
| Djakotomey  |                           |                  |               |
| Dogbo       |                           |                  |               |
| Lokossa     |                           |                  |               |
| Cotonou     | Radio Planète FM          | 1999             | privée        |